# Cueva volcánica

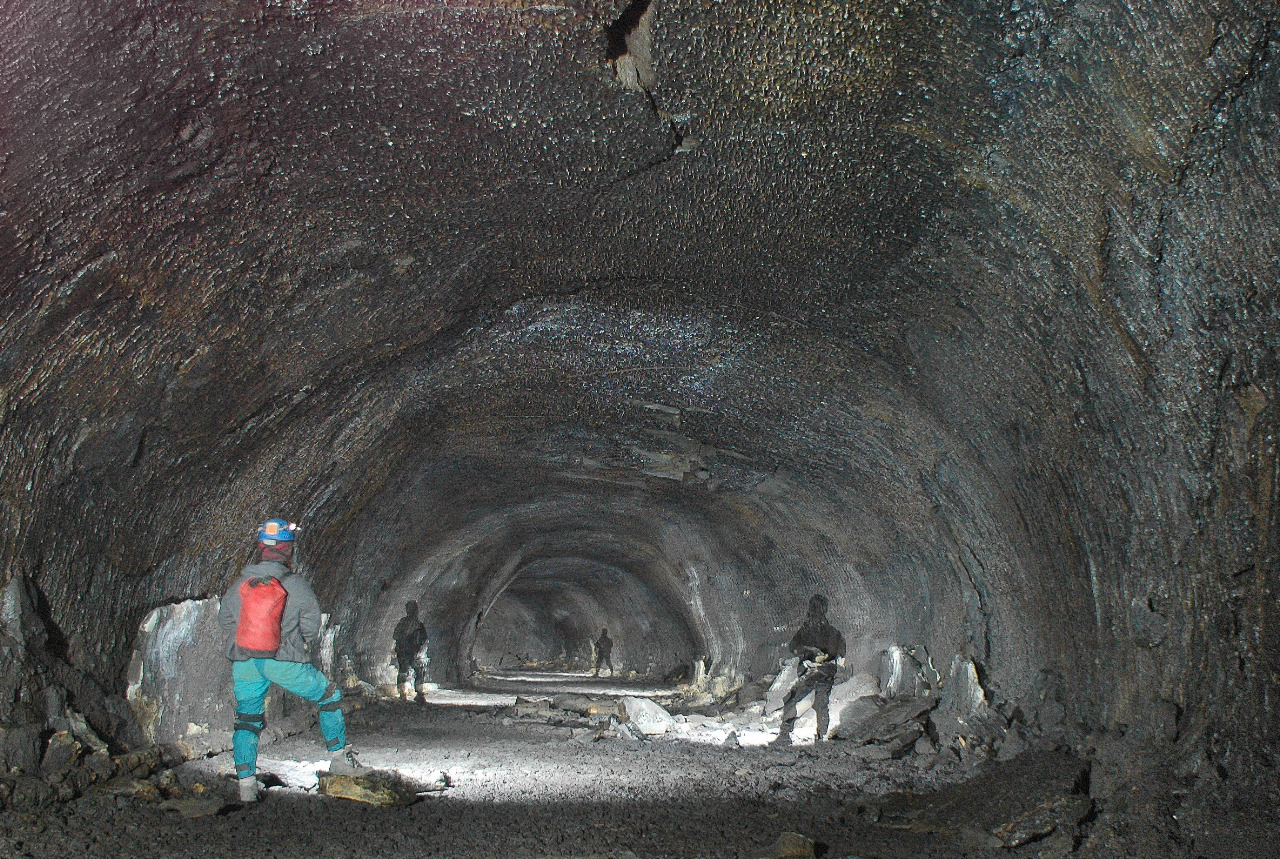
Típica galería de un tubo volcánico.

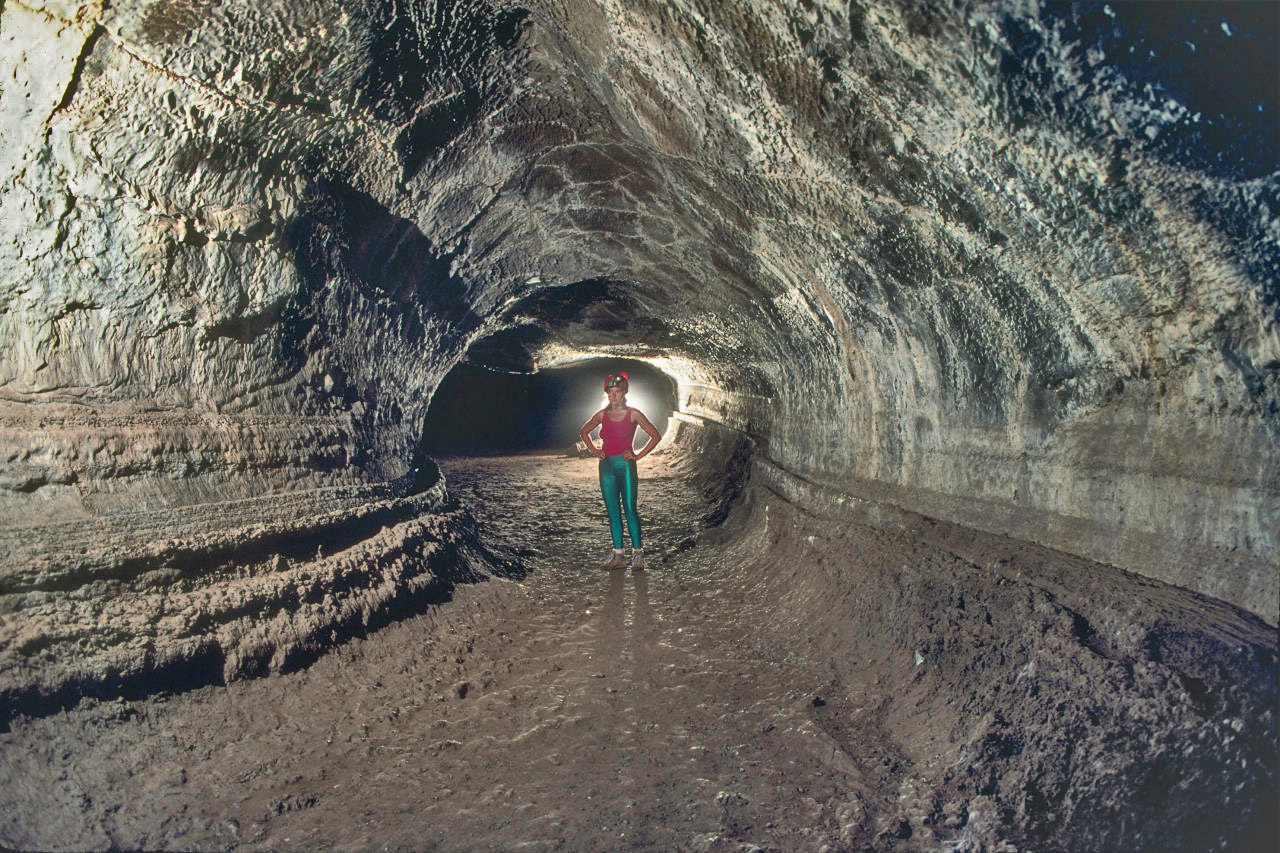
Galería de un tubo volcánico, con espeleotemas primarios visibles.

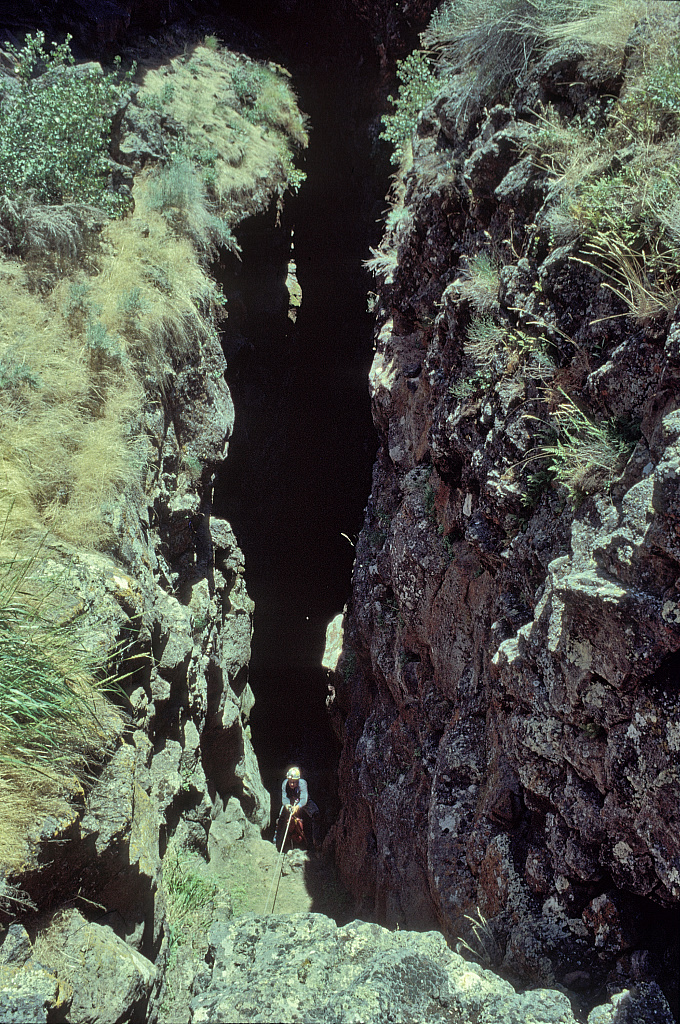
Diaclasa.

Una cueva volcánica es cualquier cavidad formada en rocas volcánicas, aunque el uso común de este término se reserva a cuevas primarias o singenéticas creadas por procesos volcánicos de modo que tanto la oquedad como la roca encajante se forman a la vez. Las cuevas marinas y otros tipos de cavidades erosivas pueden estar formadas en terrenos volcánicos, pero no están relacionadas con los procesos volcánicos y normalmente se generan mucho después de formarse la roca encajante, siendo por tanto cuevas secundarias o epigenéticas.
Una cueva volcánica es cualquier cavidad formada en rocas volcánicas, aunque el uso común de este término se reserva a cuevas primarias o singenéticas creadas por procesos volcánicos de modo que tanto la oquedad como la roca encajante se forman a la vez. Las cuevas marinas y otros tipos de cavidades erosivas pueden estar formadas en terrenos volcánicos, pero no están relacionadas con los procesos volcánicos y normalmente se generan mucho después de formarse la roca encajante, siendo por tanto cuevas secundarias o epigenéticas.

## Tipos
Existen diversos tipos de cuevas volcánicas, siendo éstos los más relevantes:
- Tubos de lava o tubos volcánicos; en La Palma (islas Canarias) reciben el ilustrativo nombre de caños de fuego. Son el tipo más común y frecuentemente presentes en coladas basálticas. Normalmente se forman en coladas pahoehoe, aunque existen excepciones. Conforme la lava sale del foco eruptivo, fluye por el terreno preexistente siguiendo la trayectoria que menor resistencia ofrezca (la línea de máxima pendiente de la ladera o cauces fluviales previos). Las capas exteriores de la colada se endurecen al enfriarse, mientras el interior forma conductos horizontales que canalizan el flujo de lava. Estos conductos son los primeros estadios de tubos volcánicos que aíslan el calor de la lava en el interior de la colada, permitiéndole avanzar mayores distancias. Dependiendo de la pendiente, del tipo de terreno preexistente y de la viscosidad de la lava, se pueden formar diferentes tipos de tubos volcánicos.[1][2] Es frecuente, también, que en los tubos volcánicos no se forme techo (a intervalos o en su totalidad), en cuyo caso se denominan canales lávicos.
- Lóbulos de drenaje o tubos superficiales (surface tubes)

- Inflationary caves

- Chimeneas volcánicas. Son conductos verticales por los que la lava fluyó a la superficie, y luego se retrajo todavía fluida, dejándolos vacíos. Su boca está normalmente, pero no necesariamente, en estructuras como conos volcánicos u hornitos. Las chimeneas relacionadas con hornitos pueden estar conectadas con un tubo volcánico en un nivel inferior, caso específico en que se conocen como orificios de desgasificación.

- Cráter de hoyo (pit-crater). Se forma cuando el magma que no alcanza la superficie se drena y deja un vacío, hundiéndose el suelo sobre él. Estos enormes pozos al aire libre con paredes muy verticales se asemejan a algunos de los grandes pozos formados por disolución en otros tipos de rocas, y generalmente requieren del uso de técnicas de cuerda para poder ser explorados. Aunque la mayoría no profundizan más del suelo visible, algunos tienen conexiones con cámaras magmáticas, ahora vacías, caso del cráter de Mauna Ulu en el Hawai`i Volcanoes National Park. El cráter-pozo Na One, en el volcán Hualālai de Hawái, posee una chimenea volcánica en su base de unos 130 m de profundidad, que sumada al cráter-pozo en sí le otorga su desnivel total de -268 m.[3]

- Diaclasas volcánicas o cuevas fisurales, formadas en zonas de fisuras eruptivas o en fracturas asociadas a la actividad volcánica. Pueden formarse de manera tectónica, por retracción de la lava durante y después de su solidificación.[4] También pueden darse en erupciones fisurales por un proceso reogenético (desplazamientos de lava fluida), dejando una cavidad similar a una chimenea volcánica pero con tendencia longitudinal y presencia de formas primarias en sus paredes, caso conocido como dique vaciado o vaciado reogenético de fisura eruptiva.[5]

- Moldes de lava, o cavidades de núcleo orgánico, se forman cuando la lava fluye alrededor de árboles o incluso de grandes animales muertos. El material orgánico englobado por la lava se quema o se descompone con el tiempo, dejando un espacio hueco en el interior de la roca con una forma similar al original. Normalmente son cuevas de poco recorrido pero que pueden ganar complejidad cuando grupos de árboles caídos se tocan y forman ramales en diversas direcciones. Existen ejemplos de moldes de árboles en Japón, en la zona de Yoshida-tanai. Se conocen moldes de elefante en el volcán Nyiragongo, en África, y un molde de rinoceronte de la era terciaria en Blue Lake, Washington (EE. UU.).[6][7] En las islas Canarias se denomina a los moldes de árbol pinos lavificados[8] y se han encontrado casos en que el molde, accesible para su exploración, aparece en el interior de un tubo volcánico (Cueva de Las Moradas, La Palma).[9]

## Clasificación vulcanoespeleogénica
Las cuevas volcánicas se pueden clasificar según los criterios establecidos por J. Montoriol-Pous, adoptados por los vulcanoespeleólogos de todo el mundo.
- Epigenéticas: Oquedades generadas tras formarse la roca encajante. Puede aplicarse no solo a cuevas erosivas en terrenos volcánicos, sino a las creadas por procesos de disolución en otros tipos de roca, como los karst y pseudokarst.
- Singenéticas: Aquellas que se forman al mismo tiempo que la roca encajante.

- Reogenéticas: En su formación intervienen desplazamientos de lava líquida entre masas de lava ya consolidada.
- Pneumatogenéticas
- Fractogenéticas

- Subterráneas
- Subaéreas
- Embudiformes
- Serpentiformes

Siguiendo este criterio, un tubo volcánico se clasificaría como cavidad singenética, reogenética, subterránea, pues se ha formado a la vez que la roca encajante (carácter singenético) por desplazamientos de lava fluida entre masas de lava ya consolidada (carácter reogenético) y cuyo desarrollo transcurre techado, bajo tierra (carácter subterráneo). Un canal lávico se clasificaría como cavidad singenética, reogenética, subaérea.

## Vésase también
- Tubo de lava
- Cráter de hoyo
- Anexo:Espeleotemas

## Galería de imágenes

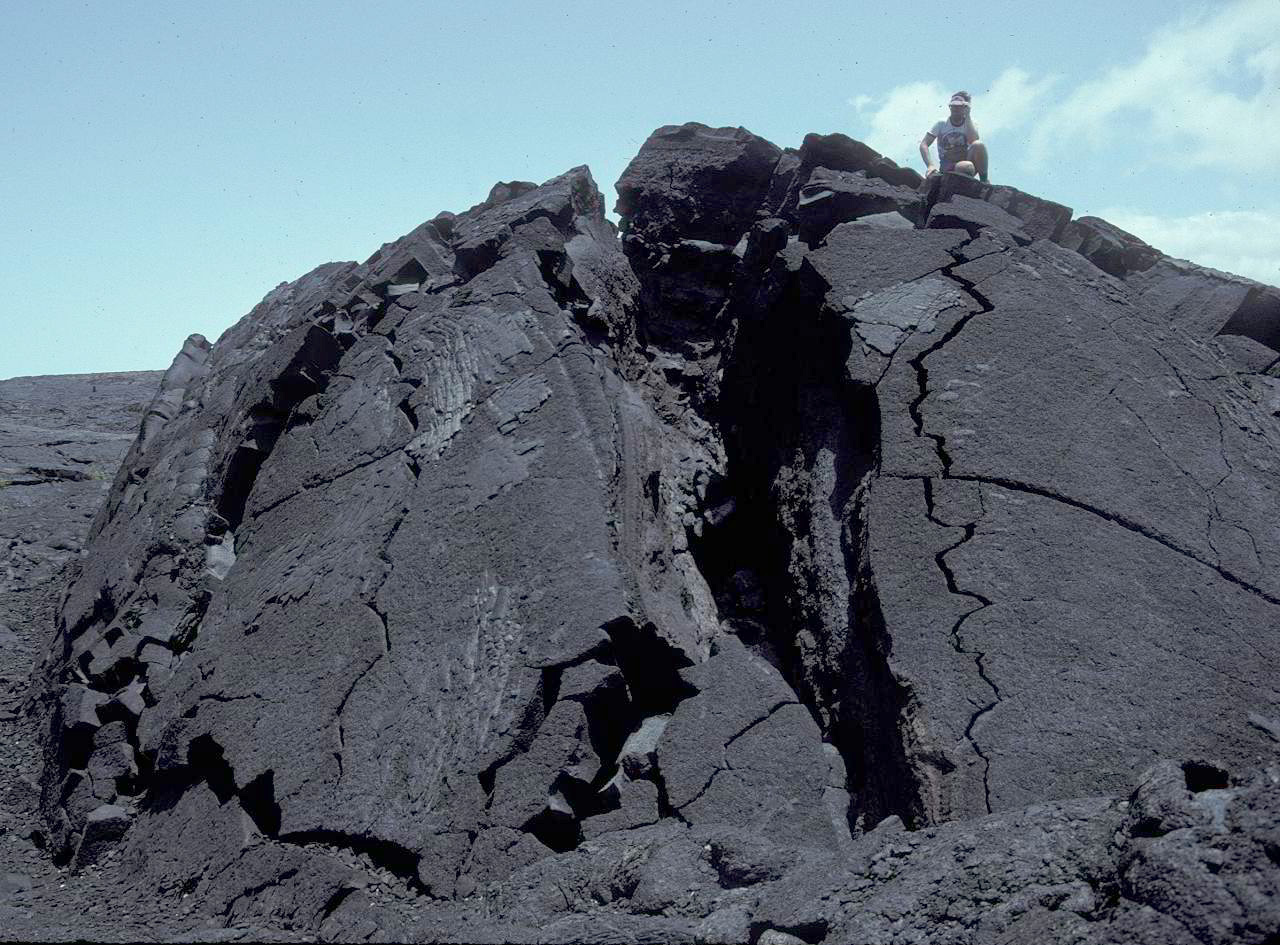
Tumulus-inflationary cave
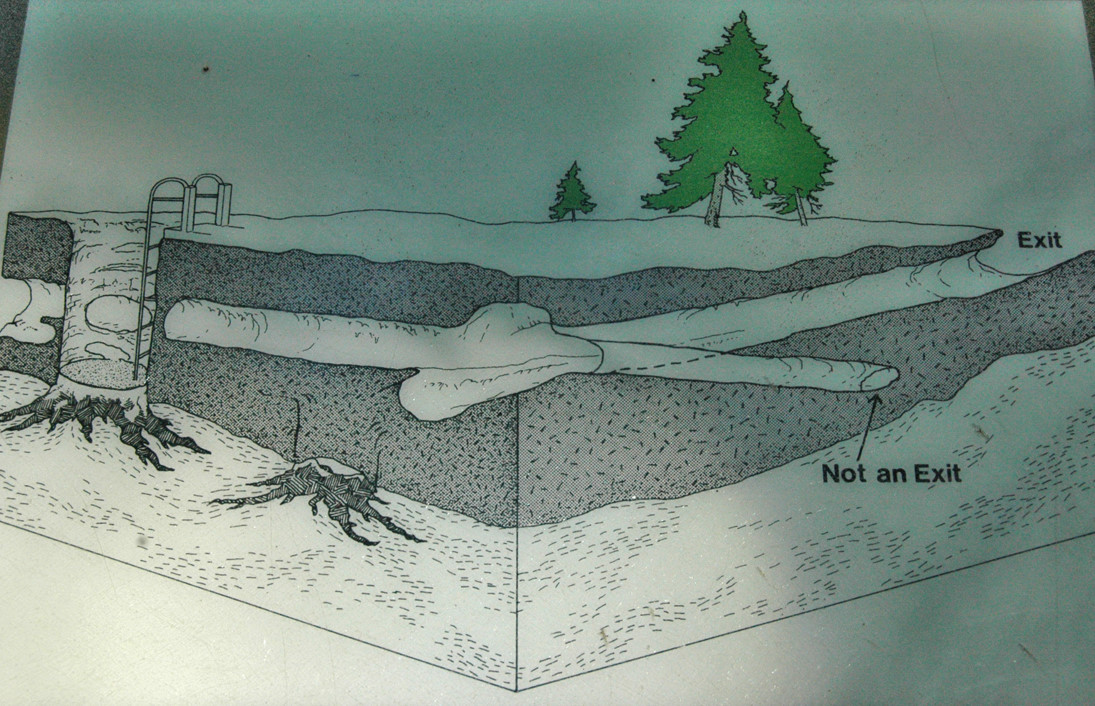
Molde de lava
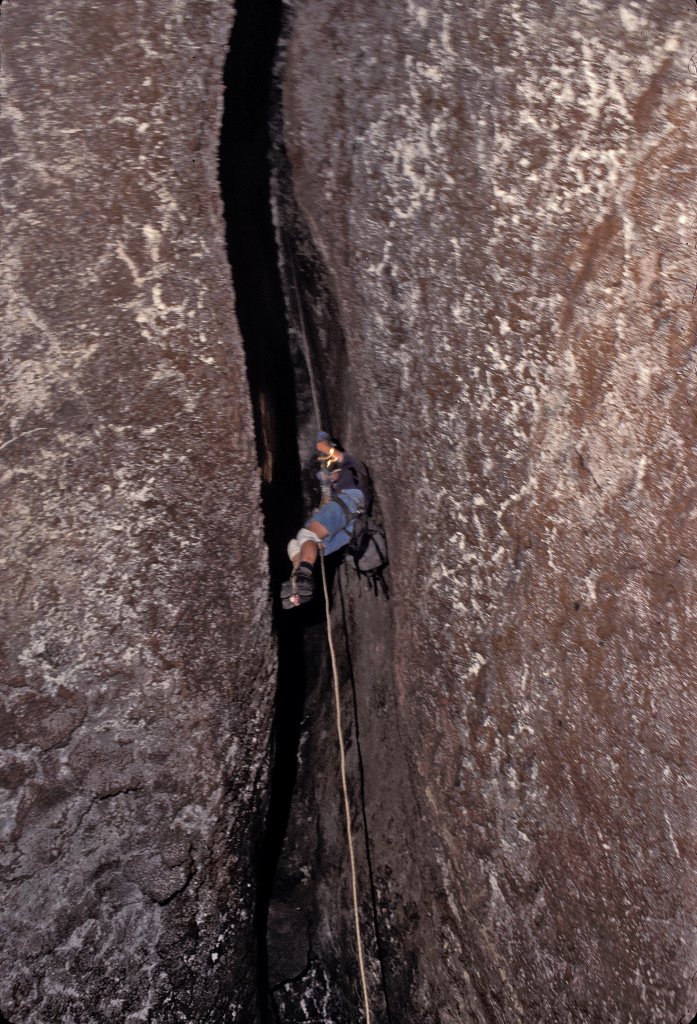
Chimenea volcánica.
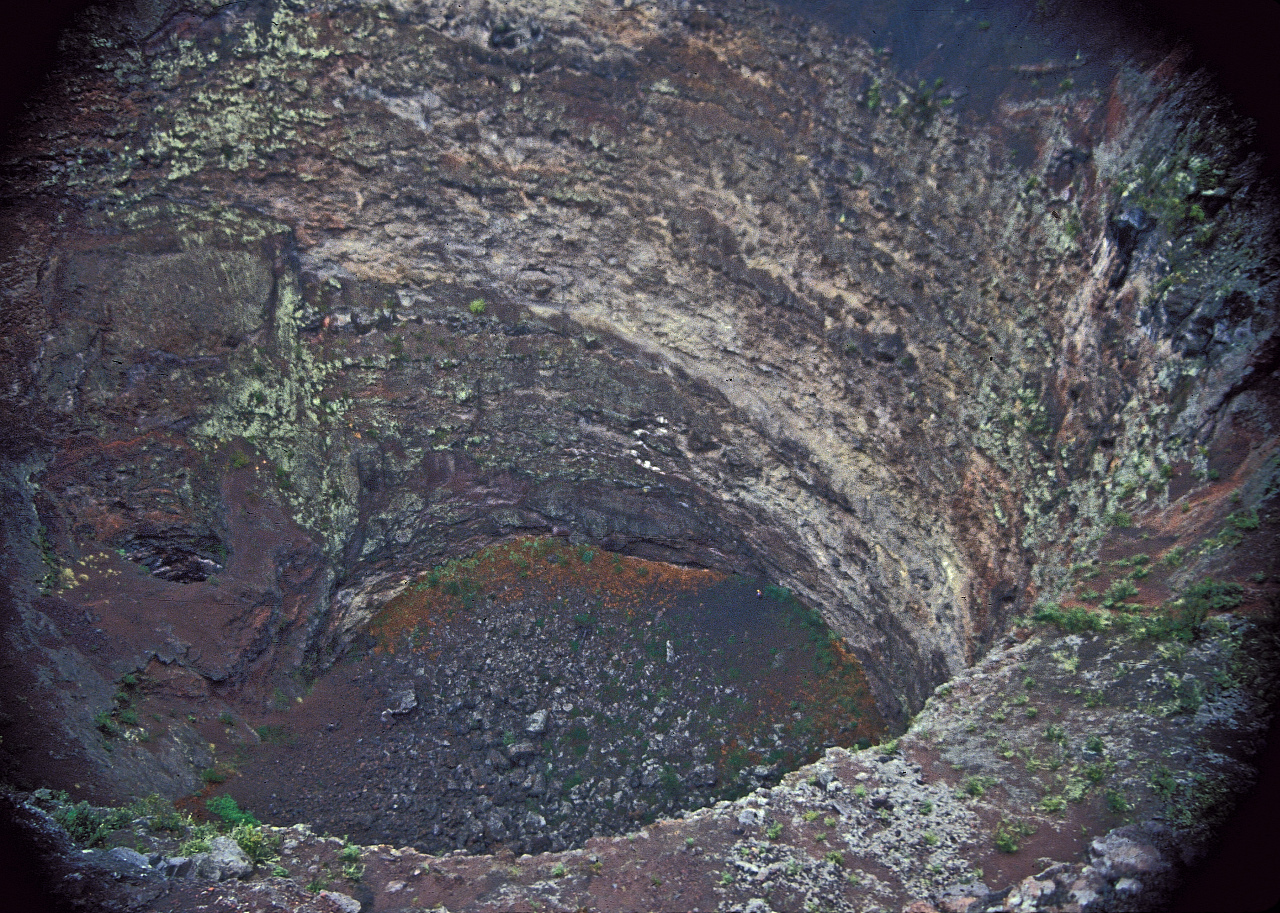
Na One, cráter-pozo con una chimenea volcánica interior.